# デリック・アトキンス
デリック・アトキンス（Derrick Atkins, 1984年1月5日 - ）は、バハマの陸上競技選手（短距離）。

## 経歴
2005年、100mで、自己新記録（当時）となる10秒21を出し、世界陸上に国際大会初出場するが故障のため一次予選で11秒57のタイムで6位に終わり敗退する。
2007年4月28日、アメリカのバークレーで開かれた競技会でバハマ新記録（当時）となる9秒98をマークし、一躍世界のトップスプリンターとして名乗りを上げる。
同年8月26日、大阪で行われた2007年世界陸上選手権の100mでは元世界記録保持者のアサファ・パウエルに先着する2位となり、自身の記録を9秒91まで縮めた。
2008年北京オリンピックの100mでは準決勝で敗退した。
彼の母とアサファ・パウエルはいとこにあたる。

## 個人記録
| 種目 | 記録  | 風速     | 場所       | 日付          |
| ---- | ----- | -------- | ---------- | ------------- |
| 100m | 9秒91 | -0.5 m/s | 日本, 大阪 | 2007年8月26日 |